# Lost Dimension
Lost Dimension (ロストディメンション Rosuto Dimenshon?) es un videojuego desarrollado por Lancarse para las consolas PlayStation 3 y PlayStation Vita. Es un  videojuego de rol táctico con elementos de novela visual, donde el jugador determina el destino de la historia del juego, así como la de sus personajes. El protagonista del juego es un joven de dieciocho años llamado Sho Kasugai, un miembro del S.E.A.L.E.D., una organización que tiene la tarea de detener a un hombre misterioso llamado "The End", quien busca destruir el mundo.

## Argumento
Lost Dimension tiene lugar en un futuro próximo donde el mundo esta en ruinas. El protagonista del juego es un joven de 18 años de edad, Sho Kasugai, miembro del S.E.A.L.E.D., una organización secreta encargada de investigar un pilar gigante que apareció de la nada en la ciudad. Sho tiene una habilidad especial llamada "Visión", lo que le otorga la capacidad de prever eventos antes de que estos sucedan. 
Entre otros personajes principales se encuentra un hombre misterioso conocido como "The End", un terrorista internacional conocido por causar masacres y destrucción, por lo que la Organización de Naciones Unidas y S.E.A.L.E.D. trabajan juntos para detenerlo. El objetivo de "The End" es destruir el mundo, y considera que la lucha contra los miembros del S.E.A.L.E.D. no es nada más que un juego.
Entre los miembros del S.E.A.L.E.D. se encuentra Mana Kawai, que tiene la habilidad de traspasar a sus rivales en las peleas cuerpo a cuerpo, Marco Barbato, cuya habilidad es la telequinesis, Yoko Tachibana, una joven de 17 años de edad que aspira a ser una idol, tiene el don de la telepatía, y Zenji Maeda, un chico agresivo que puede copiar las habilidades de los demás. Toya Olbert tiene el don de la atracción magnética y Himeno Akatsuki tiene habilidades basadas en la piroquinesis. George Jackman, quién a pesar de tener nombre occidental se rige bajo el código bushidō posee la habilidad de la psicometría. Sojiro Sagara es un médico que posee poderes que pueden curar a sus compañeros. Nagi Shishioka puede levitar al controlar la gravedad y Agito Yuki posee el don de la teletransportación.

## Recepción
La revista japonesa especializada en videojuegos, Famitsu, otorgó a la versión de PlayStation 3 un puntaje de 32/40, mientras que la versión de PlayStation Vita recibió una puntuación de 33/40. Metacritic le dio un puntaje de 72%
La versión de Vita vendió alrededor de 3,868 copias durante la primera semana de su estreno en Japón, ubicándose en el puesto 19° de la lista de ventas de videojuegos durante esa semana. La versión de PS3 falló al entrar al top 20 de ventas.